# Frank tunezyjski

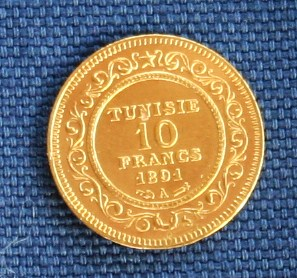
Dziesięć franków tunezyjskich, 1891, rewers

Frank tunezyjski – jednostka monetarna w Tunezji podczas pozostawania kraju pod protektoratem francuskim (1881–1956), emitowana w latach 1891–1957. Dzieliła się na 100 centymów.
Po odzyskaniu niepodległości zastąpiona dinarem tunezyjskim.